# Montils
Montils és un municipi francès situat al departament del Charente Marítim i a la regió de la Nova Aquitània. L'any 2007 tenia 731 habitants.

## Demografia

### Població
El 2007 la població de fet de Montils era de 731 persones. Hi havia 296 famílies de les quals 72 eren unipersonals (28 homes vivint sols i 44 dones vivint soles), 96 parelles sense fills, 112 parelles amb fills i 16 famílies monoparentals amb fills.
La població ha evolucionat segons el següent gràfic:
Habitants censats

### Habitatges
El 2007 hi havia 375 habitatges, 304 eren l'habitatge principal de la família, 45 eren segones residències i 26 estaven desocupats. 363 eren cases i 10 eren apartaments. Dels 304 habitatges principals, 232 estaven ocupats pels seus propietaris, 61 estaven llogats i ocupats pels llogaters i 11 estaven cedits a títol gratuït; 12 tenien dues cambres, 35 en tenien tres, 84 en tenien quatre i 173 en tenien cinc o més. 270 habitatges disposaven pel capbaix d'una plaça de pàrquing. A 122 habitatges hi havia un automòbil i a 163 n'hi havia dos o més.

### Piràmide de població
La piràmide de població per edats i sexe el 2009 era:
| Homes | Edats   | Dones |
| ----- | ------- | ----- |
| 0     | 95 o +  | 0     |
| 0     | 90 a 94 | 4     |
| 12    | 85 a 89 | 8     |
| 8     | 80 a 84 | 8     |
| 20    | 75 a 79 | 16    |
| 12    | 70 a 74 | 16    |
| 8     | 65 a 69 | 16    |
| 24    | 60 a 64 | 20    |
| 28    | 55 a 59 | 8     |
| 16    | 50 a 54 | 40    |
| 8     | 45 a 49 | 12    |
| 20    | 40 a 44 | 20    |
| 40    | 35 a 39 | 8     |
| 36    | 30 a 34 | 40    |
| 16    | 25 a 29 | 8     |
| 8     | 20 a 24 | 20    |
| 0     | 15 a 19 | 12    |
| 24    | 10 a 14 | 36    |
| 20    | 5 a 9   | 20    |
| 20    | 0 a 4   | 8     |

## Economia
El 2007 la població en edat de treballar era de 469 persones, 356 eren actives i 113 eren inactives. De les 356 persones actives 318 estaven ocupades (173 homes i 145 dones) i 38 estaven aturades (14 homes i 24 dones). De les 113 persones inactives 42 estaven jubilades, 37 estaven estudiant i 34 estaven classificades com a «altres inactius».

### Ingressos
El 2009 a Montils hi havia 296 unitats fiscals que integraven 723,5 persones, la mediana anual d'ingressos fiscals per persona era de 16.123 €.

### Activitats econòmiques
Dels 30 establiments que hi havia el 2007, 1 era d'una empresa alimentària, 1 d'una empresa de fabricació de material elèctric, 1 d'una empresa de fabricació d'altres productes industrials, 10 d'empreses de construcció, 6 d'empreses de comerç i reparació d'automòbils, 1 d'una empresa d'hostatgeria i restauració, 3 d'empreses immobiliàries, 1 d'una empresa de serveis, 2 d'entitats de l'administració pública i 4 d'empreses classificades com a «altres activitats de serveis».
Dels 13 establiments de servei als particulars que hi havia el 2009, 1 era un taller de reparació d'automòbils i de material agrícola, 3 paletes, 1 guixaire pintor, 3 fusteries, 1 lampisteria, 1 electricista, 1 empresa de construcció, 1 perruqueria i 1 tintoreria.
Dels 4 establiments comercials que hi havia el 2009, 1 era una botiga de menys de 120 m², 1 una fleca, 1 una carnisseria i 1 una floristeria.
L'any 2000 a Montils hi havia 34 explotacions agrícoles que ocupaven un total de 1.440 hectàrees.

## Equipaments sanitaris i escolars
El 2009 hi havia una escola elemental.

## Poblacions més properes
El següent diagrama mostra les poblacions més properes.